# Blersum
Blersum ist ein Ortsteil der Stadt Wittmund im gleichnamigen Landkreis in Niedersachsen.

## Lage
Blersum liegt 4 Kilometer nordwestlich von Wittmund und ist seit der kommunalen Gebietsreform 1972 ein Teil der Stadt. Geografisch ist der Ort am nördlichen Geestrand angesiedelt. Nördlich des Ortes schließt sich direkt die Marsch an.

## Geschichte

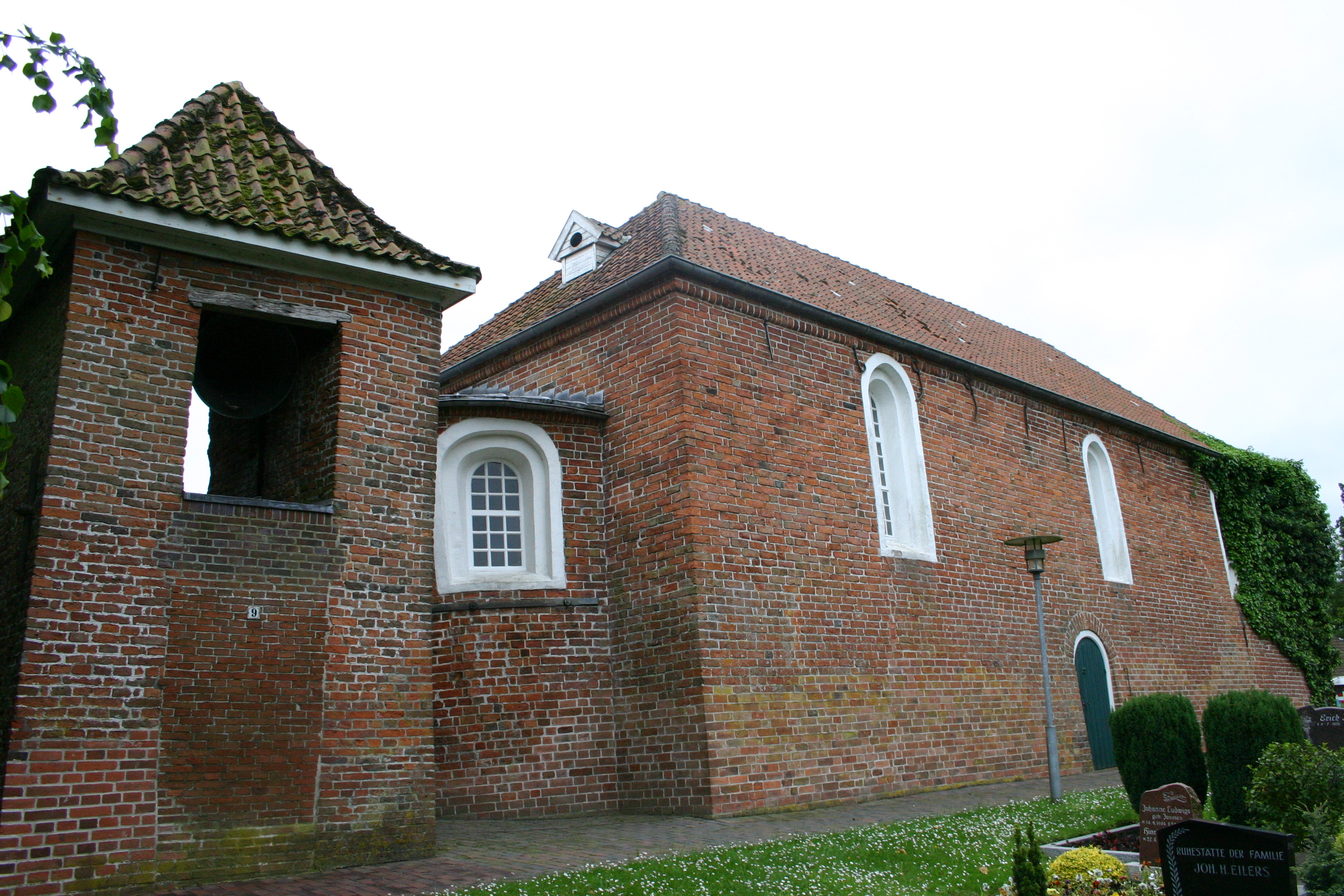
Blersumer Kirche

1420 war das Kirchspiel Blersum der Sendkirche Wittmund zugeordnet. Beide Orte gehörten zum Bistum Bremen. Der Kirchenbau ist aber schon um 1250/1270 fertiggestellt. Der untere Bereich der Kirche besteht aus Granitquadersteinen, der obere Bereich, bis zum Dachstuhl, aus Backsteinmauerwerk. Auch hat das Gotteshaus noch eine erhaltene Apsis. Sehenswert ist der Altar von 1649 sowie der Taufstein aus dem 12. Jahrhundert. Im Jahre 1579 war der Ort auf einer Karte erfasst.
Im 16. Jahrhundert war der Ort mit einem Nebenweg der Hauptverbindung Wittmund-Esens an das ostfriesische Wegenetz angeschlossen.
Blersum ist auch Teil des alten Harlingerlandes. Mit der Entstehung der Ämter in gräflich-fürstlicher Zeit um 1730 gehört der Ort zum Amt Wittmund.
Der Ort wurde 1730 noch mit der Schreibweise Bleerssum wiedergegeben; erst im 19. Jahrhundert festigte sich der jetzige Name Blersum.
Am 16. August 1972 wurde Blersum in die Kreisstadt Wittmund eingegliedert.
In den letzten Jahrzehnten gehörten zur Gemeinde die Ortschaften Leepens und Blersum als Einheit. Trotz Gebietsreformen wird diese Gemeinschaft auch heute im kirchlichen und im Vereinsleben gepflegt.

## Entwicklung
Blersum ist eine bevorzugte Wohngegend. Neue Baugebiete haben den Ort erheblich aufgewertet. Auch die geografische Lage zwischen den Städten Wittmund und Esens begünstigen die Ansiedlung im Ort.

## Persönlichkeiten
- Hermann Hassbargen (1893–1955), Bibliothekar